# Semiothisa elvirata
Semiothisa elvirata là một loài bướm đêm trong họ Geometridae.